# Andrej Nikolaevič Korf
Il barone Andrej Nikolaevič Korf, (in russo: Андрей Николаевич Корф) (22 luglio 1831 – Chabarovsk, 24 gennaio 1893), è stato un generale russo.

## Biografia
Nel 1849 intraprese la carriera militare con il grado di guardiamarina. Nel 1857 fu promosso al grado di capitano. Partecipò alla Guerra caucasica, dove venne ferito a una gamba.
Nel 1861 fu promosso al grado di colonnello. Nel 1884, fu messo a capo della nuova costituzione del Governatore generale Marittimo, che comprendeva dall'Estremo Oriente russo dall'isola di Sakhalin a est, dal Lago Baikal a ovest. 
Lavorò per migliorare l'educazione, per favorire la colonizzazione del fiume Ussuri, per proteggere il commercio pelle di foca, per creare rapporti commerciali con il Giappone e la Cina, e di costruire miniere di carbone sull'isola di Sakhalin.
Morì il 24 gennaio 1893 a Chabarovsk.